# Championnats d'Afrique de judo 2000
Navigation
Édition précédente Édition suivante
Les championnats d'Afrique de judo 2000 sont la 22e édition de cette compétition. Ils sont disputés du 9 au 12 mai 2000 à Alger en Algérie. Le pays organisateur, l'Algérie n'a devancé la Tunisie et l'Égypte que d'une seule médaille d'or alors que 9 pays ont remporté des titres ce qui confirme l'intensité de la compétition  et le nivellement des valeurs. Au niveau individuel, l'Égyptien Bassel El Gharbawy a brillé en cumulant les titres de sa catégorie et de l'open hommes.  

## Tableau des médailles
Le tableau des médailles officiel ne prend pas en compte les deux compétitions par équipes.
| Rang  | Nation                           | Or | Argent | Bronze | Total |
| ----- | -------------------------------- | -- | ------ | ------ | ----- |
| 1     | Algérie                          | 4  | 3      | 3      | 10    |
| 2     | Tunisie                          | 3  | 3      | 9      | 15    |
| 2     | Égypte                           | 3  | 2      | 5      | 11    |
| 4     | Côte d'Ivoire                    | 1  | 2      | 0      | 3     |
| 5     | Cameroun                         | 1  | 1      | 4      | 6     |
| 6     | Sénégal                          | 1  | 1      | 1      | 3     |
| 7=    | Gabon                            | 1  | 1      | 0      | 2     |
| 7=    | Maroc                            | 1  | 1      | 0      | 2     |
| 9     | Nigeria                          | 1  | 0      | 4      | 5     |
| 10    | Afrique du Sud                   | 0  | 1      | 2      | 3     |
| 11    | Madagascar                       | 0  | 1      | 0      | 1     |
| 12    | Zambie                           | 0  | 0      | 3      | 3     |
| 13    | Mali                             | 0  | 0      | 1      | 1     |
| 14=   | République démocratique du Congo | 0  | 0      | 0      | 0     |
| 14=   | Togo                             | 0  | 0      | 0      | 0     |
| Total | Total                            | 16 | 16     | 32     | 64    |

## Podiums individuels

### Hommes
| Épreuves                          | Or                          | Argent                           | Bronze                                            |
| --------------------------------- | --------------------------- | -------------------------------- | ------------------------------------------------- |
| Moins de 60 kg poids super-légers | Anis Lounifi Tunisie        | Abdelouahed Idrissi Chorfi Maroc | Atef Mustapha Égypte Omar Rebahi Algérie          |
| Moins de 66 kg poids mi-légers    | Amar Meridja Algérie        | Jean-Claude Cameroun Cameroun    | Mohammed Dawa Égypte Makrem Ayed Tunisie          |
| Moins de 73 kg poids légers       | Nourredine Yagoubi Algérie  | Haitham El Hossainy Égypte       | Hassen Moussa Tunisie Suleyman Musa Nigeria       |
| Moins de 81 kg poids mi-moyens    | Adil Belgaïd Maroc          | Abdesselem Arous Tunisie         | Aboumedan El Sayed Égypte Brahima Guindo Mali     |
| Moins de 90 kg poids moyens       | Skander Hachicha Tunisie    | Khaled Meddah Algérie            | Ashraf Bahgat Égypte Jean-Claude Raphael Maurice  |
| Moins de 100 kg poids mi-lourds   | Bassel El Gharbawy Égypte   | Sami Belgroun Algérie            | Sadok Khalgui Tunisie Antonio Felicite Maurice    |
| Plus de 100 kg poids lourds       | Mohamed Bouaichaoui Algérie | Steve Nguema Ndong Gabon         | Anis Chedly Tunisie Ahmed Baly Égypte             |
| Open kg Toutes catégories         | Bassel El Gharbawy Égypte   | Yacine Silini Algérie            | Skander Hachicha Tunisie Amady Mbaré Diop Sénégal |

### Femmes
| Épreuves                          | Or                             | Argent                               | Bronze                                                     |
| --------------------------------- | ------------------------------ | ------------------------------------ | ---------------------------------------------------------- |
| Moins de 48 kg poids super-légers | Hayet Rouini Tunisie           | Tania Tallie Afrique du Sud          | Dolly Moothoo Maurice Lovelyn Orji-Ben Nigeria             |
| Moins de 52 kg poids mi-légers    | Salima Souakri Algérie         | Naina Cecilia Ravaoarisoa Madagascar | Virginia Strong Afrique du Sud Ewa Catherine Ekuta Nigeria |
| Moins de 57 kg poids légers       | Françoise Nguele Cameroun      | Rose Marie Kouaho Côte d'Ivoire      | Karima Dhaouadi Tunisie Lynda Mekzine Algérie              |
| Moins de 63 kg poids mi-moyens    | Bilkisu Yusuf Nigeria          | Nesria Traki Tunisie                 | Henriette Möller Afrique du Sud Sanama Agoume Cameroun     |
| Moins de 70 kg poids moyens       | Léa Zahoui Blavo Côte d'Ivoire | Saida Dhahri Tunisie                 | Rachida Ouerdane Algérie Pauline Ngo Tepka Cameroun        |
| Moins de 78 kg poids mi-lourds    | Mélanie Engoang Gabon          | Akissa Monney Côte d'Ivoire          | Christy Obekpa Nigeria Ahlem Azzabi Tunisie                |
| Plus de 78 kg poids lourds        | Heba Hefny Égypte              | Adja Marieme Diop Sénégal            | Insaf Yahyaoui Tunisie Chemabo Awah Cameroun               |
| Open kg Toutes catégories         | Adja Marieme Diop Sénégal      | Heba Hefny Égypte                    | Chemabo Awah Cameroun Nesria Traki Tunisie                 |

## Compétition par équipes

### Hommes
- Finale : L'Algérie (avec Djalouah, Amar Meridja, Noureddine Yagoubi, Boutebcha, Khaled Meddah, Sami Belgroun et Mohamed Bouaichaoui) bat la Tunisie (avec Skander Hachicha) par 5 victoires à 1, et 1 nul (Algérie : 47 points, Tunisie : 10 points) le 12 mai 2000[1].
- 3e place : Le Cameroun bat l'Afrique du Sud par 5 victoires à 2[1].

### Femmes
- Finale : La Tunisie bat la Cote d'Ivoire par 5 victoires à 1 et 1 match nul (Tunisie : 35 points, Cote d'Ivoire : 7 points)[1].
- 3e place : L'Algérie bat le Maroc par 57 points à 0[1].